# 산재군
유한군론에서, 산재군(散在群, 영어: sporadic group)은 유한단순군 가운데 무한한 족에 속하지 않는 것들이다. 총 26개가 있다.

## 목록
산재군은 총 26개가 있으며, 대부분 발견자의 이름을 따서 붙여졌다.
- 마티외 군(영어: Mattieu group) 5개. 에밀 마티외(프랑스어: Émile Léonard Mathieu)가 발견하였다.
- 얀코 군 4개. 즈보니미르 얀코가 발견하였다.
- 콘웨이 군 3개. 존 호턴 콘웨이가 발견하였다.
- 피셔 군 3개. 베른트 피셔(독일어: Bernd Fischer)가 발견하였다.
- 히그먼-심스 군 1개. 도널드 히그먼(영어: Donald G. Higman)과 찰스 심스(영어: Charles Sims)가 발견하였다.
- 매클로플린 군 1개. 잭 매클로플린(영어: Jack McLaughlin)이 발견하였다.
- 헬트 군 3개. 디터 헬트(독일어: Dieter Held)가 발견하였다.
- 루드발리스 군 1개. 아루나스 루드발리스(리투아니아어: Arūnas Rudvalis)가 발견하였다.
- 스즈키 산재군 1개. 스즈키 미치오가 발견하였다. Suzuki groups와는 다르다.
- 오낸 군 1개. 마이클 오낸(영어: Michael O’Nan)이 발견하였다.
- 하라다-노턴 군 1개. 하라다 고이치로(일본어: 原田 耕一郎)와 사이먼 필립스 노턴이 발견하였다.
- 라이언스 군 1개. 리처드 라이언스(영어: Richard Lyons)가 발견하였다.
- 톰프슨 군 1개. 존 그리그스 톰프슨이 발견하였다.
- 아기 괴물군 1개
- 괴물군 1개

## 참고 문헌
- Conway, John Horton (1968). “A perfect group of order 8,315,553,613,086,720,000 and the sporadic simple groups”. 《Proc. Nat. Acad. Sci. U.S.A.》 (영어) 61: 398–400.
- Conway, John Horton; R.T. Curtis, Simon P. Norton, R.A. Parker, Robert Arnott Wilson (1985). 《Atlas of finite groups. Maximal subgroups and ordinary characters for simple groups》 (영어). Oxford University Press. ISBN 0-19-853199-0.
- Griess, R. L. (1998). 《Twelve Sporadic Groups》 (영어). Springer.
- Ronan, Mark (2006). 《Symmetry and the Monster》 (영어). Oxford. ISBN 978-0-19-280722-9.